# Ildefonso Urizar Azpitarte
Ildefonso Urizar Azpitarte (Bilbao, 19 de novembre de 1943) és un antic àrbitre basc de futbol. Membre de l'Assemblea dels Àrbitres de Futbol de Biscaia, va estar diverses temporades a la primera divisió de la lliga espanyola de futbol, on va arbitrar molts partits, fins i tot a nivell internacional.
És destacable en la seva carrera un incident amb el jugador del Barça Hristo Stoítxkov, que va passar el 5 de desembre de 1990, quan en un partit de la Supercopa d'Espanya Urizar va expulsar l'entrenador del Barça Johan Cruyff, i el búlgar Stòitxkov, i aquest darrer va protestar tot trepitjant l'àrbitre amb violència, generant unes imatges que van fer la volta al món.